# Синагога Бет Израел
Синагога Бет Израел (хебр. בית הכנסת בית ישראל בבלגרד) била је једна од београдских синагога, спаљена током повлачења нациста из Београда, крајем Другог светског рата. Налазила се на простору данашње улице Цара Уроша 20, на Дорћолу.

## Историја настанка синагоге
Крајем 19. века богати београдски Јевреји почели су да се селе из дорћолске махале у горње београдске четврти. Црквено-школска Јеврејка општина Београда издала је 1897. године предлог да се у граду сазида нова синагога. За овај верски објекат и зграду Општине биле су намењене парцеле у Дубровачкој улици 71 и Цара Уроша 20, које су биле спојене и допуштале излаз на две улице. Одобрење за изградњу синагоге стигло је брзо, а на конкурсу је био пројекат српског ахритекте Милана Капетановића, који је уједно био и пријатељ дорћолских Јевреја, а познавао је и њихов језик. По жељи Капетановића, објекат је сазидан у маварском стилу, који је био карактеристичан за синагогалну архитектуру крајем 19. века, а то је била једина зграда тог стила у Београду.
Године 1905. одобрени су планови за изградњу, а на поновљеној лицитацији за извођача радова 1907. године изабран је Виктор Израел, грађевински инжењер и предузимач. Јеврејска заједница у Београду негодовала је због избора Израела, јер је његов отац Давид Израел био тадашњи председник црквено-школске Јеврејске општине. И поред незадовољства заједнице, Виктор Израел је био надгледао радове и извршио неколико интервенција током зидања објекта.
Почетак изградње обележен је свечано, 10. маја 1907. године, а камен темељац поставио је краљ Петар I Карађорђевић. Синагога Бет Израел била је димензија 35x14m, а међу Београђанима важила је за најлепшу синагогу у граду. Красила су је два торња, а фасада је била декорисана хоризонталном тракастом шаром, док се на врху објекта налазила Давидова звезда. Испред зграде су биле опеке разних боја украшене рељефима и орнаментима од теракоте. На основу писања дневног листа Политика, 8. септембра 1908. године, Београђани су били поносни због изградње објекта изузетне лепоте, јединог у граду маварског стила. Задња страна синагоге која је избијала на Дубровачку улицу, заклоњена је изградњом зграде Савеза јеврејских општина, 1935. године. Освећењу синагоге 17. септембра 1908. године присуствовао је краљ Петар I Карађорђевић и министри Владе Краљевине Србије.

## Уништење синагоге
За време Првог светског рата, синагога је била оштећена експлозијом гранате. Друго оштећење објекта било је 6. маја 1941. године током бомбардовања Београда оштећена, а приликом повлачења нациста из Београда, крајем Другог светског рата спаљена. Унутрашњи део објекта био је од дрвене грађе, због чега је потпуно уништена. Иако је била једина београдска грађевина у маварском стилу, никада није обновљена, а Други општински суд је 1963. године објавио решење о непокрености у којем се парцела на месту некадашње синагоге води као друштвена својина. На темељима некадашње синагоге изграђена је Галерија фресака, која је део Народног музеја. На данашњој згради постављена је спомен плоча као спомен на јеврејску заједницу. У Улици Краља Петра 71 налази се Јеврејски историјски музеј у којем се чувају степенице из Бет Израел синагоге.